# ديفيد فلبس (لاعب كرة قاعدة)
ديفيد فلبس (بالإنجليزية: David Phelps)‏ هو لاعب كرة قاعدة أمريكي، ولد في 9 أكتوبر 1986 في سانت لويس في الولايات المتحدة.

## وصلات خارجية
- ديفيد فلبس على موقع دوري كرة القاعدة الرئيسي (الإنجليزية)
- ديفيد فلبس على موقعبيزبول رفرنس.كوم (الدوري الرئيسي) (الإنجليزية)
- ديفيد فلبس على موقعبيزبول رفرنس.كوم (الدوري الثانوي) (الإنجليزية)
- ديفيد فلبس على موقع إي إس بي إن.كوم (أم.أل.بي) (الإنجليزية)
- ديفيد فلبس على موقع مشجعي الرسوم البيانية (الإنجليزية)